# Anmer Hall
Anmer Hall é uma casa de campo pertencente à coroa britânica que fica na vila de Anmer, em Norfolk, Inglaterra.
É uma das residências do Príncipe William, Príncipe de Gales, e sua família.

## Localização

Está localizada a cerca de 180 quilômetros ao norte de Londres, em Norfolk.

## História
Anmer Hall é uma casa georgiana construída em 1802. Tem dois andares e um sótão e uma longa frente sul que foi reconstruída com tijolos vermelhos em 1815. Tem 13 janelas com arcos brancos e dez quartos. Seu estilo interior foi descrito como "uma mistura de designs contemporâneos e de antiguidades muito apreciadas". É cercada por um jardim, onde há uma piscina e uma quadra de ténis.
Originalmente pertenceu à família Coldham, mas em 1896 foi comprada em em leilão por £25.000 pelo fraudador em série Ernest Terah Hooley antes dele ir à falência. O então Príncipe de Gales (o futuro Rei Eduardo VII) havia tentado comprar a propriedade antes de Hooley e depois, através de um intermediário, solicitou a compra a Hooley, que a revendeu a preço de custo em 1898, após o que a casa se tornou parte do Sandringham Estate.
Posteriormente Anmer Hall foi arrendada a John Loader Maffey, 1º Barão de Rugby, que serviu como Governador-Geral do Sudão e ocupou cargos diplomáticos no Escritório Colonial e na Irlanda; de 1972 a 1990, foi arrendada pelo Duque de Kent como sua casa de campo; nos dez anos seguintes, por Hugh van Cutsem, um amigo próximo de Charles, Príncipe de Gales; e, posteriormente, pela família de James Everett, proprietário da empresa Norfolk Oak.

### Residência do Duque e da Duquesa de Cambridge

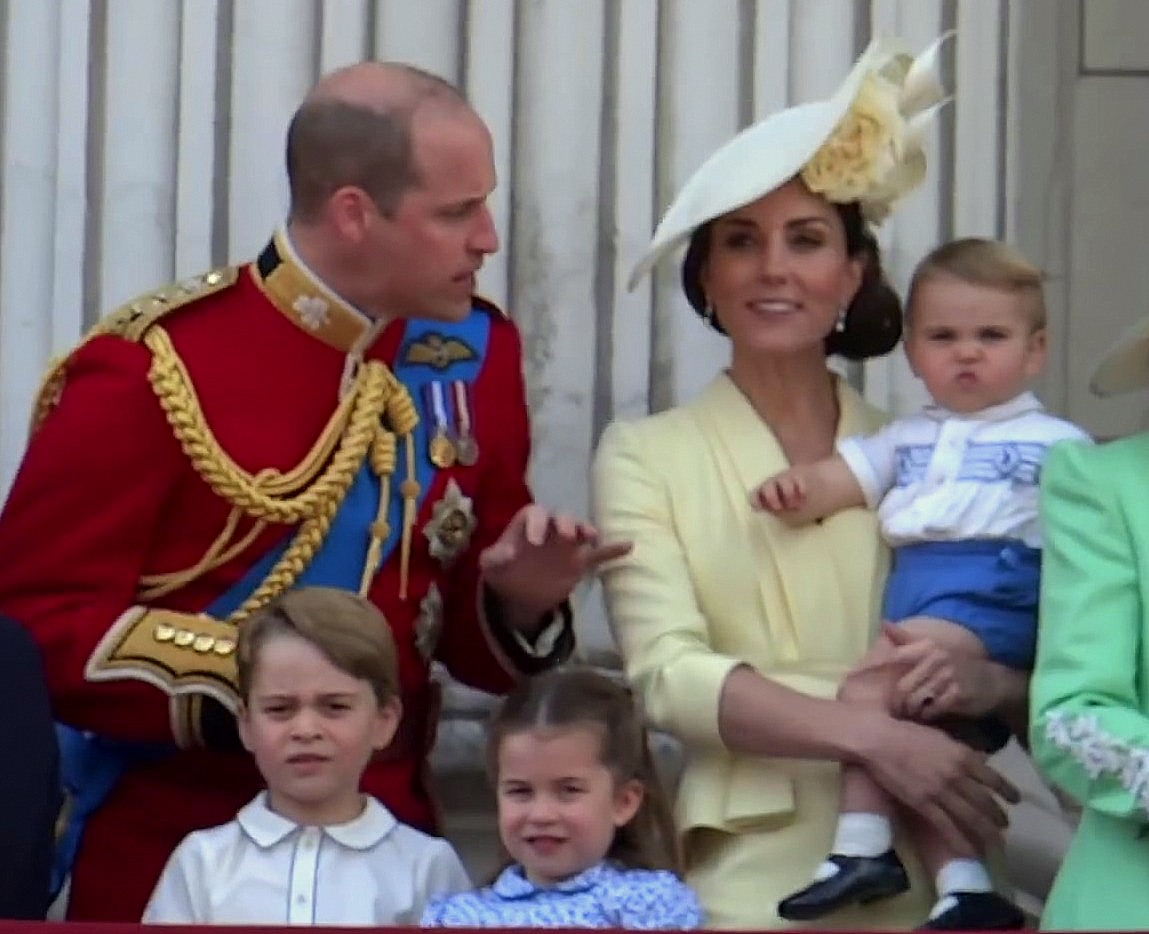

Em 2011 a Rainha Elizabeth deu a propriedade como presente de casamento para o Príncipe William, tendo por isto o arrendamento para a família Everett sido rescindido antecipadamente. Antes da mudança de William e sua família, no entanto, o local passou por uma reforma de £ 1,5 milhões, paga por fundos privados da soberana. As reformas incluíram um novo telhado, nova cozinha, a adição de um jardim de inverno, redecoração interna completa - coordenada pessoalmente pela esposa de William, Catherine  - e o plantio de árvores para proporcionar maior privacidade aos então futuros moradores.
William e a família se mudaram para Anmer Hall em 2015 e a usaram como residência principal até 2017. Atualmente, os Cambridge passam alguns finais de semana e a época de Natal na propriedade.
Além desta residência, William também tem a seu dispor um apartamento no Palácio de Kensington, em Londres, e Adelaide Cottage, em Windsor.

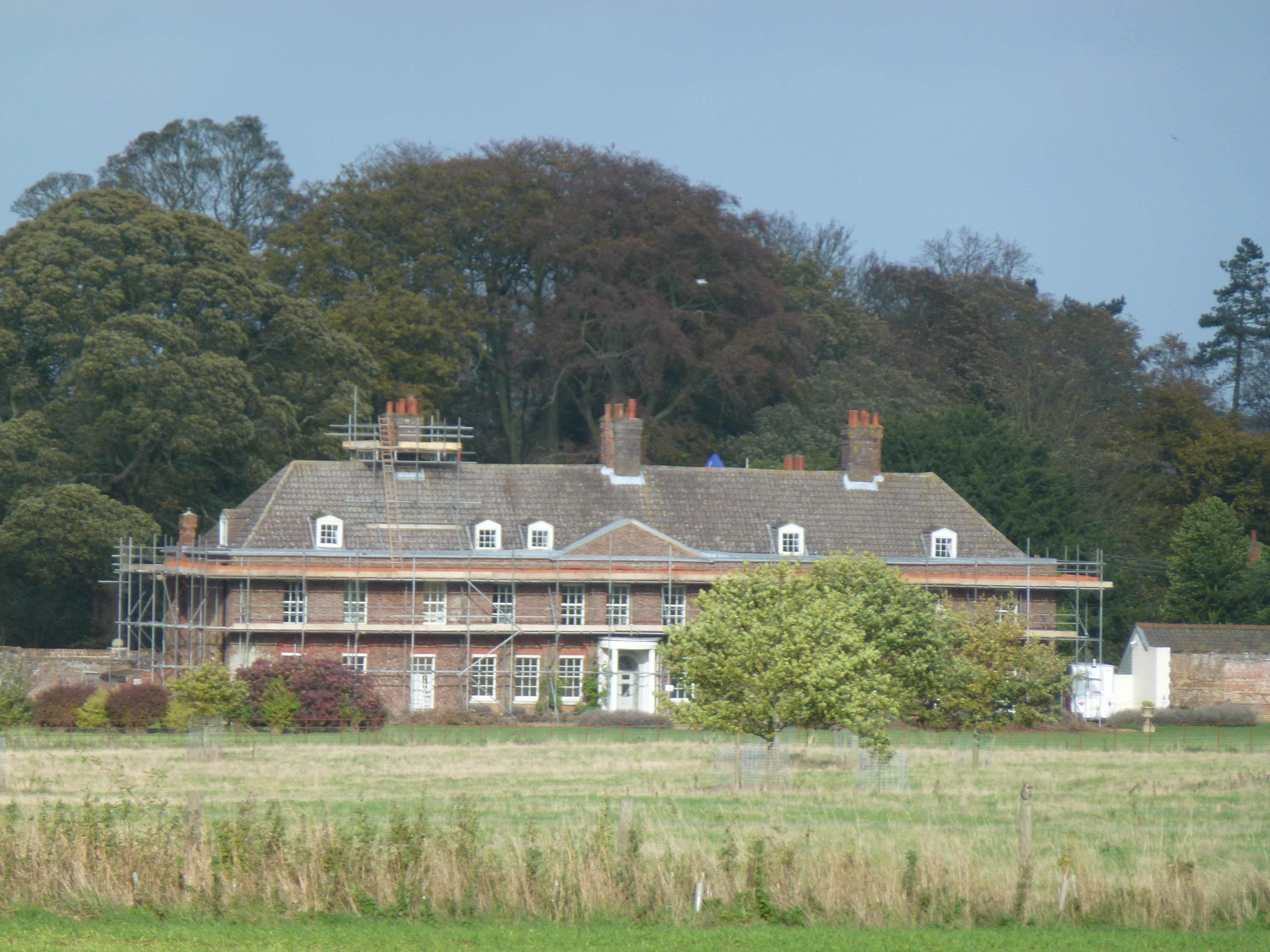
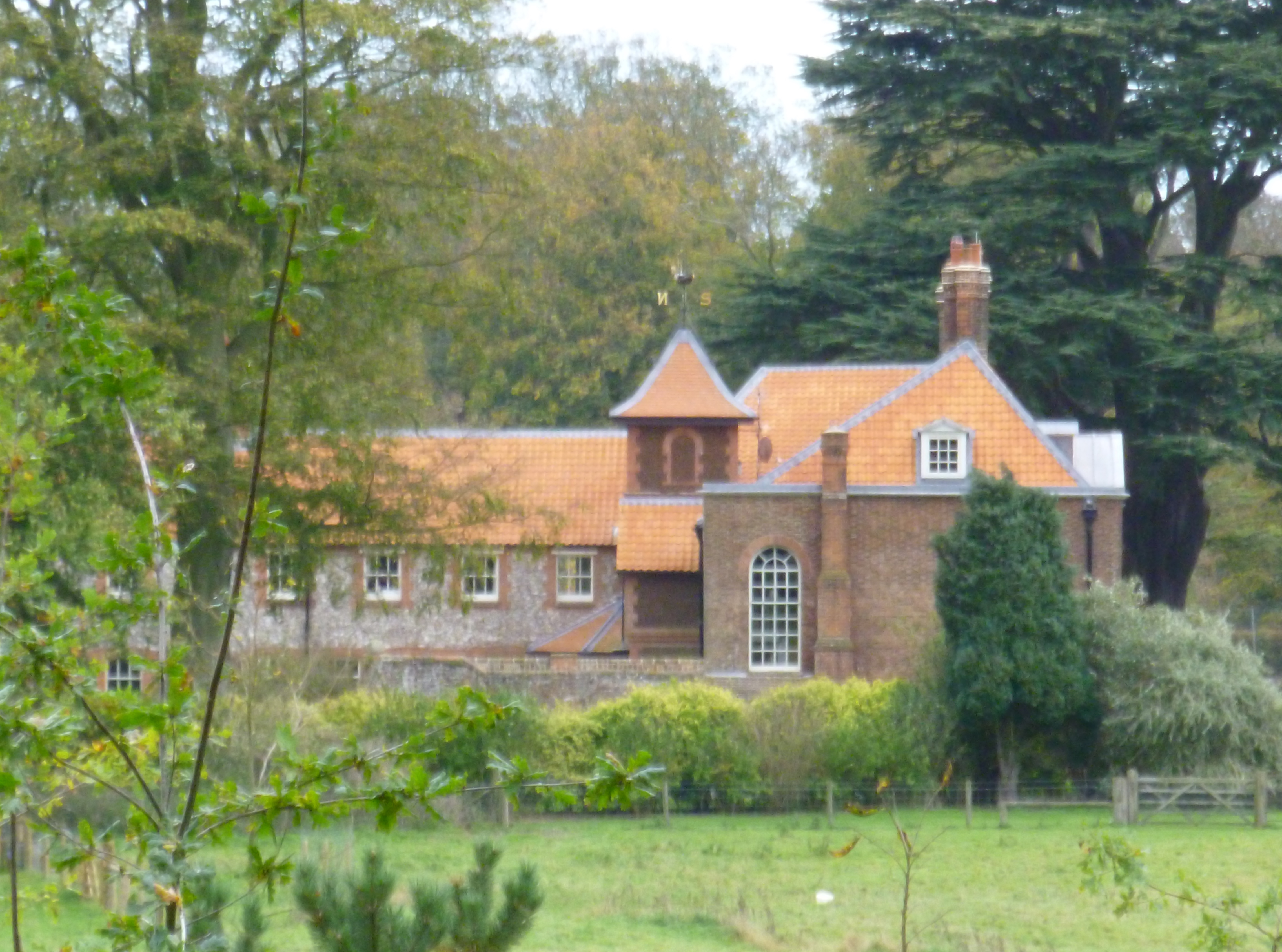

## Sumário
- Este artigo foi inicialmente traduzido, total ou parcialmente, do artigo da Wikipédia em inglês cujo título é «Anmer Hall».  -  Portal da monarquia
  -  Portal de arquitetura e urbanismo
  -  Portal do Reino Unido